# Remo Sernagiotto
Remo Sernagiotto (ur. 1 września 1955 w Montebellunie, zm. 29 listopada 2020 w Treviso) – włoski polityk i przedsiębiorca, działacz samorządowy, poseł do Parlamentu Europejskiego VIII kadencji.

## Życiorys
Przerwał studia w wieku 20 lat po śmierci ojca, zajął się prowadzeniem własnej działalności gospodarczej w branży oponiarskiej.
Był działaczem Chrześcijańskiej Demokracji i samorządu dzielnicowego. W pierwszej połowie lat 90. dołączył do Forza Italia, przekształconego później w Lud Wolności. W latach 1998–2002 przewodniczył klubowi radnych FI w radzie miejskiej Montebelluny. Od 2000 był wybierany do rady regionu Wenecja Euganejska, przewodniczył partyjnej frakcji, a po wyborach regionalnych w 2010 objął urząd asesora ds. służb społecznych i młodzieży w zarządzie regionu.
W 2014 z ramienia reaktywowanej partii Forza Italia został wybrany na eurodeputowanego. W 2015 opuścił FI, dołączając do partii Conservatori e Riformisti. W Europarlamencie zasiadał do 2019.